# SENDAI OTO Festival
SENDAI OTO Festival（センダイ オト フェスティバル）は、宮城県で行われている音楽フェスティバル。
スカパー!と仙台市が「地方創生」に取り組むプロジェクトとして、2016年に仙台市のゼビオアリーナ仙台で初開催された。
2017年から宮城郡利府町のセキスイハイムスーパーアリーナ（宮城県総合運動公園総合体育館）へ会場が変更された。

## 2016年
「SENDAI OTO Festival 2016 supported by WAKUWAKU JAPAN」
- 2016年7月23日に仙台市太白区のゼビオアリーナ仙台で開催。イベントの模様は同年8月20日にBSスカパー!で放送された[2]。

## 2017年
「SENDAI OTO Festival 2017」
- 2017年9月2日・3日に宮城郡利府町のセキスイハイムスーパーアリーナで開催[3]。